# パイフェイス
パイフェイス（Pie Face）は、2003年にオーストラリアのシドニーで創業したチェーン店。

## 商品
パイフェイスの主力商品は、様々なタイプのパイ類やコーヒーである。

## 法的紛争
2013年以降は、ニュージーランドでもフランチャイズ契約に基づいてチェーン展開が進められたが、進出当初から、ニュージーランド側のフランチャイジーと法的に争う状態となっていた。
2014年11月、パイフェイスは任意管理（voluntary administration）の状態に陥り、オーストラリアとアメリカ合衆国において法的措置に直面することとなった。2014年12月には、財政的な裏付けを確保し、事業継続の見通しがついた。しかし、事業の重点は、卸売りと小売り販売に移されるようになった
パイフェイスは、いったん開店した店舗が閉じられる例も各地で出ており、2014年10月には、ニューヨークにあった6店舗が閉じられた。

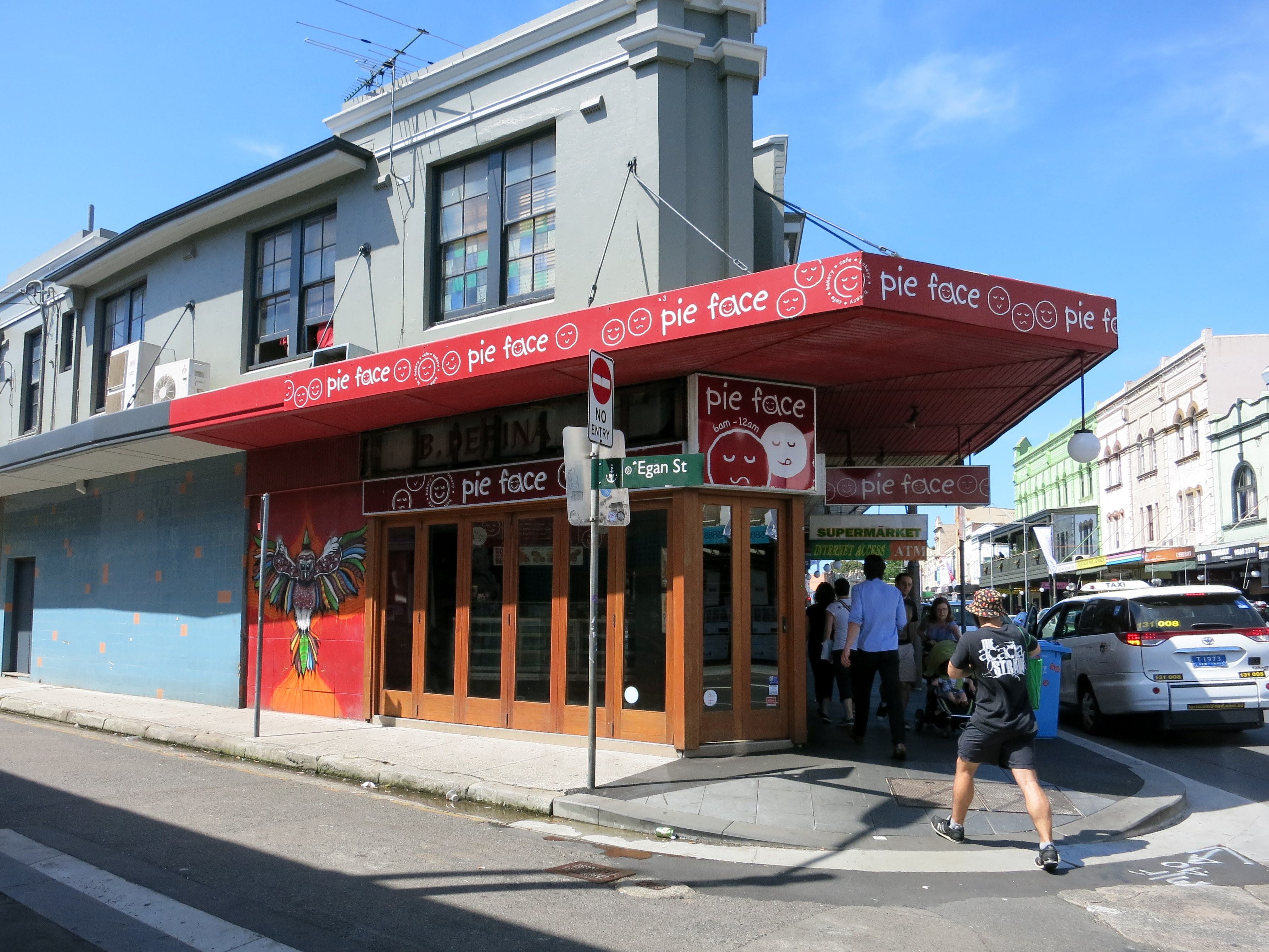
ニューサウスウェールズ州ニュータウンにある閉鎖されたパイフェイスの旧店舗。2014年11月撮影。

## 日本への進出
ダスキンが、日本におけるパイフェイス展開のライセンスを取得し、2015年10月27日に「ラゾーナ川崎プラザショップ」、同11月19日に「渋谷モディショップ」を出店した。
その後ダスキンは、2024年3月31日をもってパイフェイス事業を終了することを決定した。
- 渋谷モディショップ - 一号店、2015年11月19日にオープン。2018年8月17日に閉店。
- ラゾーナ川崎プラザショップ - 二号店、同年10月27日にオープン。2017年9月30日に閉店。
- 舞浜 イクスピアリショップ - 三号店、2016年4月28日にオープン。2022年1月23日に閉店。
- エキマルシェ大阪ショップ - 四号店、2017年8月30日にオープン。2020年8月16日に閉店。
- JR京都駅ビルショップ - 五号店、2018年2月25日にオープン。2024年3月31日に閉店。
- ららぽーと富士見ショップ - 2020年8月1日に期間限定でオープン。2021年5月26日に閉店。
- 浅草ROX・3Gショップ - 2020年9月1日にオープン。2023年3月5日に閉店。